# 科日姆河
科日姆河是俄羅斯的河流，屬於科西尤河的右支流，由科密共和國負責管轄，河道全長202公里，流域面積5,180平方公里，河水主要來自雨水和融雪，每年十月至翌年五月結冰。